# Cases entremitgeres de Pedret
Les Cases entremitgeres de Pedret és una obra de Girona inclosa a l'Inventari del Patrimoni Arquitectònic de Catalunya.

## Descripció
Són cases entre mitgeres de planta baixa i dos pisos, en general, i d'una o dues crugies, façanes arrebossades i teulats de teula amb els careners perpendiculars a façana. Les obertures estan emmarcades amb pedra de Girona polida i treballada. Algunes tenen obertures d'arquets o amb inscripcions. Entre ells: Núm. 132, amb porta de modillons i finestra amb inscripció: FETA PER PERE MAIMO ESPERTERA 6 DE IUNY 1619. Al costat hi ha una finestra amb motiu floral goticitzant. Núm. 112, amb balcó amb llinda i escut; núm. 98 amb finestra d'arquet conopial i porta amb tros de capitell recuperat. Números 96, 94, 92, 76 amb finestres goticitzants.

## Història
Les cases mostren l'evolució del barri. Primeres notícies són del 1155, es va enderrocar tot durant la guerra civil del segle xv, va ser reedificat als segles XVI-XVII.